# Zoroaster carinatus
Zoroaster carinatus är en sjöstjärneart som beskrevs av Alcock 1893. Zoroaster carinatus ingår i släktet Zoroaster och familjen Zoroasteridae.
Artens utbredningsområde är havet kring Nya Zeeland. Utöver nominatformen finns också underarten Z. c. philippinensis.